# Lakshmi Menon
Lakshmi Menon fou una diplomàtica de l'Índia.
Delegada davant la Tercera Comissió de l'Assemblea General de les Nacions Unides el 1948, va advocar amb contundència per la repetició de la no discriminació sexual al llarg de la Declaració Universal dels Drets Humans, així com per la menció de «la igualtat de drets d'homes i dones» en el preàmbul. A més, va defensar obertament la «universalitat» dels drets humans i es va oposar amb fermesa al concepte de «relativisme colonial», amb el qual es tractava de negar els drets humans a les persones que vivien en països sotmesos a dominació colonial. Sostenia que, si les dones i les persones sotmeses a dominació colonial no s'esmentaven de manera expressa en la Declaració Universal dels Drets Humans, no es considerarien representades en l'expressió «tota persona».